# Johannes Eillebrecht
Johannes Petrus „Bert” Eillebrecht (ur. 3 listopada 1888 w Helden, zm. 7 czerwca 1954 w Hadze) – holenderski zapaśnik, uczestnik igrzysk olimpijskich.
Uczestniczył w V Letnich Igrzyskach Olimpijskich w 1912 roku. Wystartował tam w wadze lekkiej w stylu klasycznym. Odpadł w drugiej rundzie. Osiem lat później wystartował na igrzyskach w Antwerpii w wadze średniej w stylu klasycznym, gdzie odpadł w półfinale turnieju o brązowy medal.